# Hercília Block
Hercilia Block (São Paulo, 14 de novembro de 1924 - 2 de agosto de 2002) foi uma cantora lírica brasileira. Foi também professora de canto e dicção.
Apresentou-se na Rádio Gazeta inicialmente, para depois ser contratada por várias emissoras de televisão, dentre elas a TV Tupi onde Hercília se apresentou como contratada por mais de 10 anos.
Atuou no Teatro Municipal de São Paulo cantando e interpretando a ópera de Puccini "Madame Butterfly", tendo sido considerada uma de suas maiores intérpretes. Paralelamente, Hercília Block criou o "Projeto Calidoscópio - Cantando a poesia através dos tempos", projeto que reunia vários cantores e interpretes que realizavam apresentações beneficentes em prol de instituições carentes.
Foi professora de canto do Conservatório Estadual de Música J.K.O. (Juscelino Kubistchek de Oliveira), Pouso Alegre, Minas Gerais.

## Atuações em óperas
- 1958 - Cavalleria Rusticana - Santuzza - Teatro Municipal de São Paulo[2]
- 1958 - Madame Butterfly - Butterfly - Teatro Municipal de São Paulo
- 1961 - Madame Butterfly - Butterfly - Teatro Municipal de São Paulo
- 1962 - Cavalleria Rusticana - Santuzza - Teatro Municipal de São Paulo
- 1963 - Anita Garibaldi - Anita  - Teatro Carlos Gomes (Blumenau)[3]